# Protoptila guata
Protoptila guata là một loài Trichoptera trong họ Glossosomatidae. Chúng phân bố ở miền Tân bắc.